# Cerrophidion petlalcalensis
Cerrophidion petlalcalensis е вид змия от семейство Отровници (Viperidae).

## Разпространение и местообитание
Видът е разпространен в Мексико.
Обитава градски и гористи местности.

## Описание
Популацията на вида е стабилна.